# Nicolas Brigaud-Robert
Pour l’article homonyme, voir Brigaud.
Nicolas Brigaud-Robert est un exportateur international de films et producteur français, directeur et cofondateur du groupe Playtime (anciennement Films Distribution). Il est parallèlement professeur à l'Université Panthéon-Sorbonne et codirecteur du Master "Digital, Médias, Cinéma" de Paris I. 

## Biographie
Après ses études à l’IEP de Paris, il obtient un DESS de droit de l’audiovisuel à Paris I, un Master en Broadcast Administration à la Boston University (boursier Fulbright), ainsi qu'un DEA de sciences sociales (EHESS/ENS Ulm). Il complète enfin son cursus académique par un doctorat de sociologie (EHESS).
En 1997, il crée avec un ami de longue date Films Distribution (devenu Playtime en 2017), une société d'exportation de films, Playtime,, qui compte à son actif le lancement à l'international des films : Indigènes, Lady Chatterley, Joyeux Noël, Jeux d'enfants, le Fils de Saul pour lequel il obtient l'Oscar du meilleur film étranger en 2016. Il a coproduit également à travers Playtime une quinzaine de films dont Frantz, Les Innocentes, 120 battements par minute pour lequel il obtient 6 César dont Meilleur film et a participé à la ressortie dans le monde des films du réalisateur français Jacques Tati.
En 2000, il fonde aux côtés de François Yon et de Valéry Guibal CineInfo.fr, CineInfo la première dans le monde de la télévision diffusée simultanément sur le web et à la télévision 24h/24. La chaîne diffuse des programmes sur le cinéma, des bandes annonces de films et propose également des services parallèles : billetterie en ligne, DVD et produits dérivés. En avril 2002, la chaîne est achetée par le groupe Canal+ et fusionne avec Allociné.
En 2004, il prolonge l'activité de Playtime en créant avec ses associés la société Film Talents dirigée par Juanita Fellag : une agence artistique représentant réalisateurs, auteurs et comédiens. La société représente notamment la réalisatrice Julia Ducournau, le comédien Kévin Azaïs, le réalisateur Hubert Charuel, ou encore le réalisateur Régis Roinsard. En tant qu'agent artistique, Nicolas Birgaud-Robert obtient en 2010, la même année, le César du meilleur acteur avec Tahar Rahim de la meilleure comédien avec Isabelle Adjani. 
En 2014, entouré d'un groupe d’actionnaires, il rachète le cinema Latina, qu'il baptise Luminor Hôtel de ville. Les actionnaires à ses côtés sont: le réalisateur Bertrand Bonello, Marc-Antoine Robert et Xavier Rigault, producteurs au sein de 2.4.7 Films, Éric et Nicolas Altmayer, producteurs au sein de Mandarin Cinéma, Alexis Dantec des 3 Luxembourg et les cofondateurs de Films Distribution François Yon, Valéry Guibal et Sébastien Beffa, et la société suisse Frenetic .
En septembre 2017, sa société Films Distribution a annoncé, à l'occasion du 42ème Festival de Toronto son changement de nom : Playtime.
En parallèle de ces activités au sein de ces différentes structures, il est codirecteur et enseignant du Master 2 Digital, Médias, Cinéma (anciennement Cinéma, Télévision, Nouveaux Médias) à l'université Paris I Panthéon-Sorbonne. Il s'occupe notamment d'animer un cours de sociologie économique consacré aux industries de l'image et encadre le "cas producteur", une mise en situation professionnelle reproduisant la chaine de production d'un long-métrage : de l'écriture au financement. Il est aussi professeur associé à l'université Paris VIII.
Nicolas Brigaud Robert fait aussi partie de L’association des exportateurs de films.

## Publications
- L'Anglais des producteurs (avec J.C. Robert), Economica, 1999.
- Les Producteurs de télévision et l’Industrialisation de la production, Actes du Colloque international « Mutations des industries de la culture, de l’information et de la communication », 2006 [13].
- Les Producteurs de télévision, Presses universitaires de Vincennes, 2011[14].
- "Les Mutations des filières cinématographiques et audiovisuelles : Quels enjeux pour la diversité culturelle ?", en coécriture avec Yolande Combès, dans Philippe Bouquillion et Yolande Combès (dir.), Diversité et Industries culturelles, L’Harmattan, 2011.
- "Les Producteurs de télévision : Une profession au risque de son temps", in Professions et professionnels de la communication, Charles Gadea et Stéphane Olives (dir). Octarès, 2016.